# Чудская военная флотилия (1941)
Чудская военная флотилия — создана 3 июля 1941 года для содействия советским войскам и обеспечения озёрных коммуникаций на ленинградском направлении. Главная база — Гдов.

## Состав
Во время Великой Отечественной войны своем составе флотилия имела корабли, большей частью — мобилизованные и вооружённые суда Чудского озёрного пароходства:
- 4 канонерские лодки («Нарова», «Исса», «Эмбах» и «Плюсса»)
- посыльное судно
- 7 озерных и речных пароходов
- 13 моторных катеров
- несколько барж
- 427 человек личного состава.

Основная часть должностей командных кадров и специалистов флотилии была замещена курсантами Высшего военно-морского инженерного училища имени Ф. Э. Дзержинского.

## Командный состав
- Командующий: капитан 1-го ранга Н. Ю. Авраамов (3 июля — 27 августа 1941).
- Военный комиссар: полковой комиссар В. П. Моисеев (июль — август 1941 года).
- Начальник штаба: капитан 3-го ранга А. М. Козлов (3 июля — 27 августа 1941).

## Боевые действия
В середине июля 1941 года Чудская военная флотилия, взаимодействуя с частями 11-го стрелкового корпуса, обороняла побережье Чудского озера в районе Гдова. В связи с отходом советских войск к Ленинграду по приказу советского командования 13 августа 1941 года корабли Чудской военной флотилии были затоплены, а личный состав с боями пробился в район Нарвы.
27 августа 1941 года Чудская военная флотилия расформирована.